# Albertine Zehme

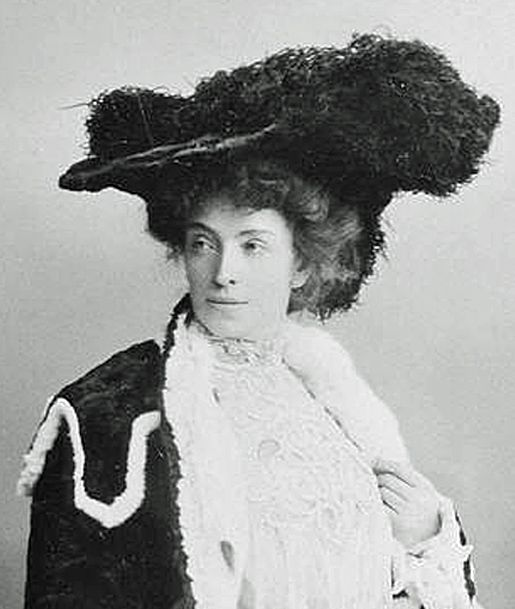
Albertine Zehme (1905)

Albertine Zehme (geborene Aman, * 7. Januar 1857 in Wien; † 11. Mai 1946 in Naumburg (Saale)) war eine österreichische Schauspielerin, Sängerin und  Rezitatorin. Sie war Auftraggeberin und erste Interpretin des Werkes Pierrot Lunaire von Arnold Schönberg.

## Leben
Albertine Josepha Anna Maria Magdalena Zehme, Tochter des Wiener Advokaten August Joseph Aman (1806–1864) und seiner zweiten Ehefrau Magdalena, geborene Schaden, begann ihre Karriere als Schauspielerin unter dem Pseudonym Albertine Satran, nach dem Familiennamen ihrer verwitweten Großmutter mütterlicherseits. Ihr erstes Engagement hatte sie von 1876 bis 1878 am Hoftheater Oldenburg. Hier spielte sie unter anderem das Käthchen von Heilbronn und Luise Miller sowie in einem Gastspiel am Wiener Burgtheater das Gretchen im Faust. 1878 holte sie August Förster ans Stadttheater Leipzig. Ihre Paraderollen waren die Desdemona in Othello und die Thekla im Wallenstein.
1881 verabschiedete sie sich von der Bühne und heiratete am 20. Oktober den reichen Leipziger Rechtsanwalt Felix Zehme (1849–1924), der wenige Jahre später landesweite Bekanntheit erlangte, als er die sächsische Kronprinzessin Luise im Scheidungsprozess gegen ihren Ehemann König Friedrich August III. vertrat. 1882 wurde die Tochter Catharina Bianca (Carina) geboren, 1885 der Sohn Eugen. Catharina Bianca war eine der ersten Jura-Studentinnen der Universität Leipzig und wurde 1909 an der Universität Marburg zur Dr. iur. promoviert. Eugen wurde ebenfalls Jurist.
Die finanzielle Situation ihres Ehemanns erlaubte Albertine Zehme eine Art Salon zu führen, indem zum Sonntagsnachmittagstee Künstlern und Kunstfreunden ihre Wohnung offenstand. Gäste waren unter anderem die Dirigenten Hans Winderstein und Gustav Brecher, die Sängerinnen Elena Gerhardt und Amélie Nikisch, die Grafiker Alfred Kubin und Erich Gruner sowie der Pianist Josef Pembaur. Ab 1900 war ihre Wohnung die neue Villa mit parkähnlichem Garten, die sich Felix Zehme nach Plänen der Architekten Bruno Eelbo und Karl Weichardt am Westrand von Gautzsch (heute Markkleeberg, Mehringstraße 20) hatte errichten lassen.
Nachdem sie in den 1890er Jahren in Bayreuth mit Cosima Wagner und Julius Kniese Partien aus Wagner-Opern einstudiert hatte, trat sie ab 1904 wieder im Leipzig in Stücken von Henrik Ibsen und Bjørnstjerne Bjørnson auf. Sie gab auch Vorstellungen mit Gedichtsrezitationen zu Musik, zum Beispiel jener von Frédéric Chopin.
Zu diesem Zweck bestellte sie Anfang 1912 bei Arno Schönberg, den sie schon in ihrem Salon kennengelernt hatte, Musik zu einem Text seiner Wahl. Bis zum Sommer entstand Pierrot Lunaire, ein Hauptwerk atonaler Musik des frühen 20. Jahrhunderts, zu Gedichten von Albert Giraud, die in einer freien Übersetzung von Otto Erich Hartleben vorlagen. Schönberg erhielt von der Auftraggeberin 1000 Goldmark. Die Uraufführung mit der „nicht mehr jungen und provokativ Bein zeigenden“ Albertine Zehme als Rezitatorin fand am 16. Oktober 1912 im Berliner Choralionsaal statt.
1914 übernahm sie die eigentlich für eine Männerstimme vorgesehene Rezitation bei der deutschen Erstaufführung von Schönbergs Gurre-Liedern in der Leipziger Alberthalle. In der Folgezeit trat sie unter anderem in Stücken von Hugo von Hofmannsthal auf, experimentierte im Bereich des Melodrams und gab Sprechunterricht.
Nach dem Tod ihres Ehemannes 1924 bewohnte sie weiter die Markkleeberger Villa, die 1943 an die Stadt Leipzig verkauft wurde, nachdem sie 1941 zu ihrem Sohn im Stadtteil Schleußig gezogen war. Albertine Zehme starb mit fast neunzig Jahren in Naumburg (Spechsart 5). Der Grund ihres Naumburger Aufenthaits ist nicht bekannt.

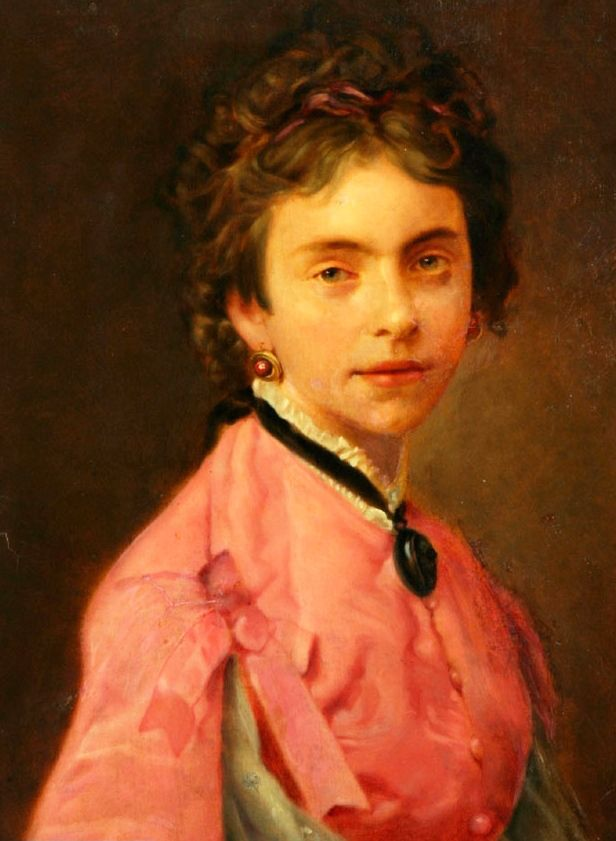
Albertine Aman, 18-jährig
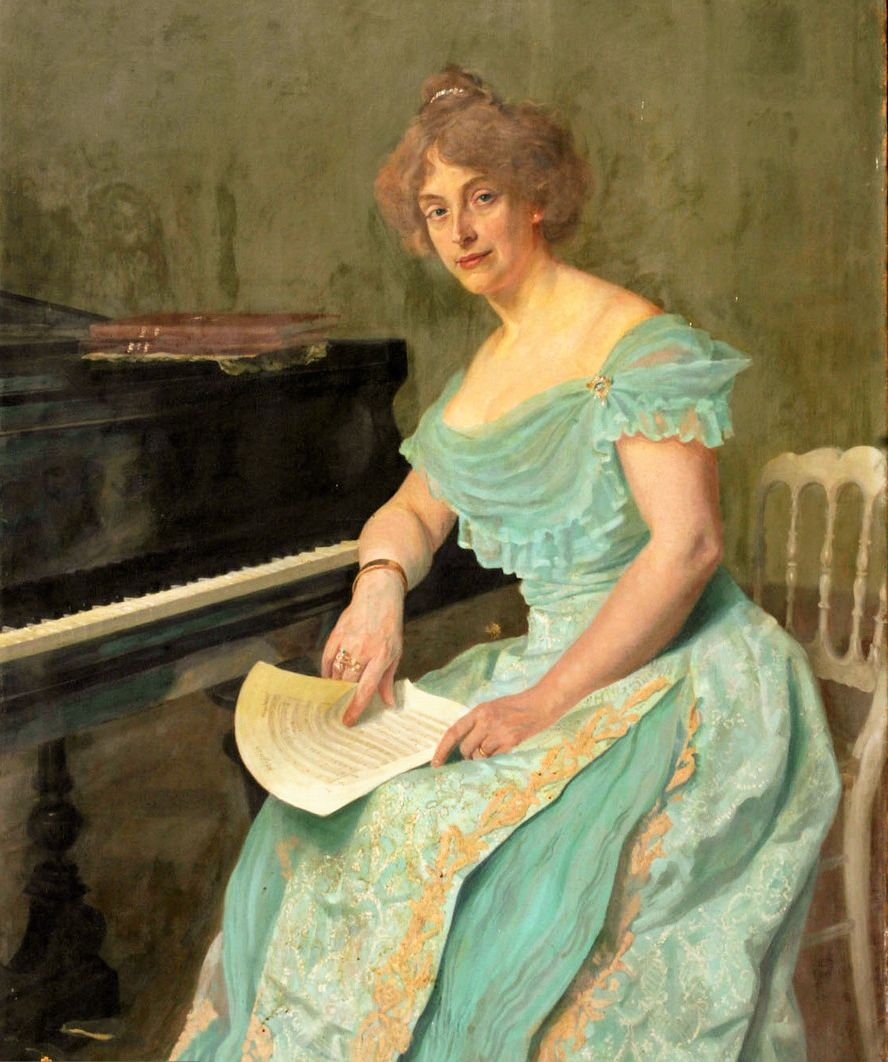
Albertine Zehme, 1900
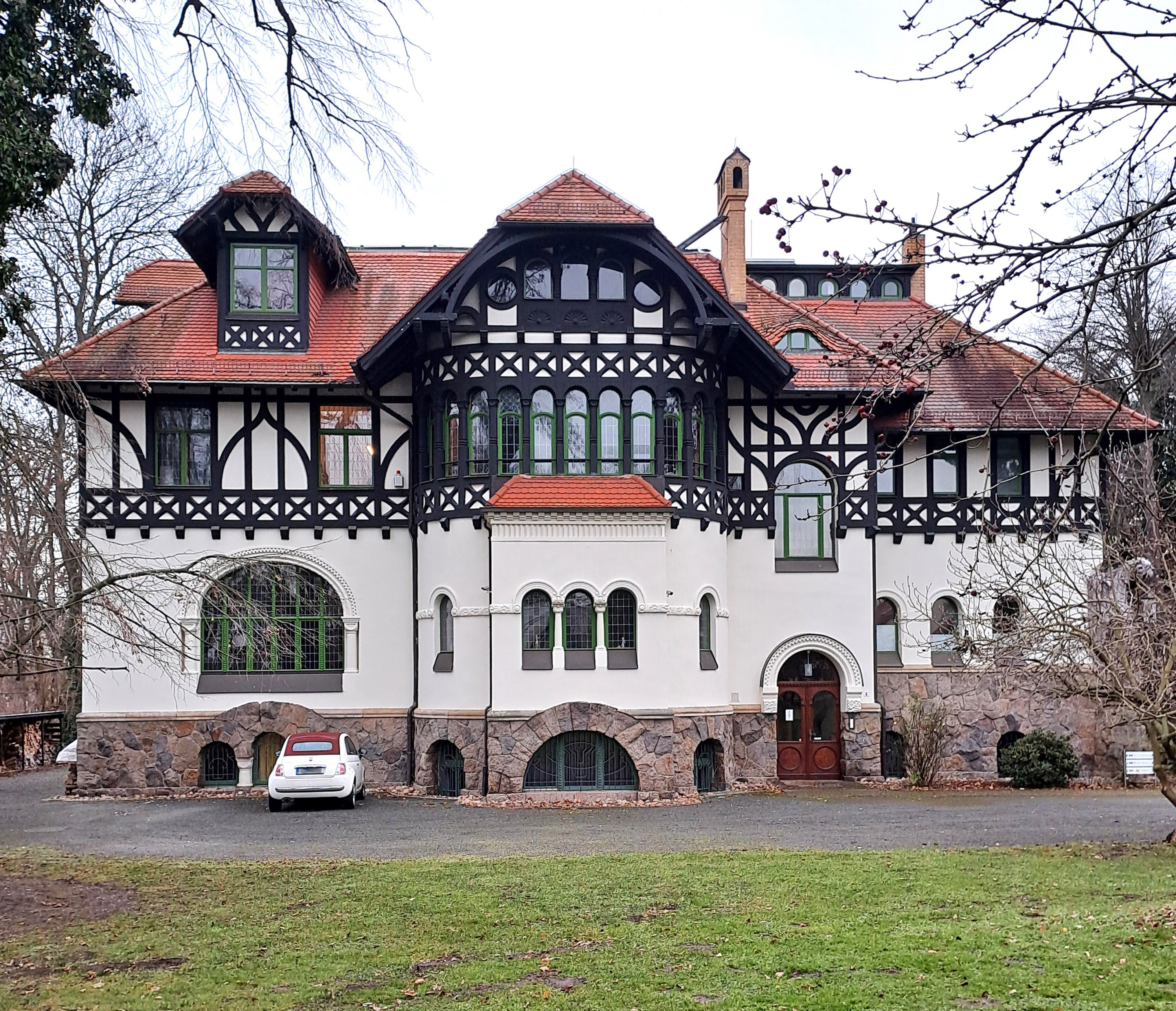
Ehemalige Villa Zehme
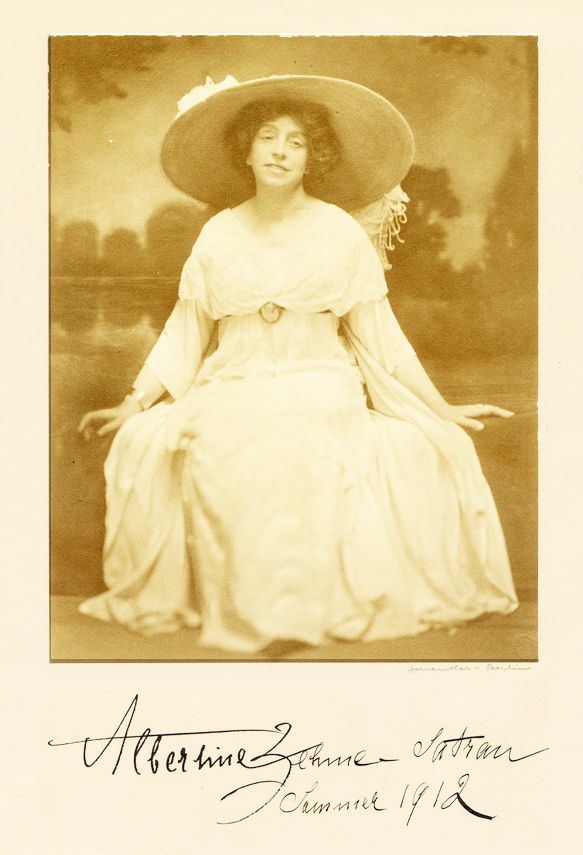
Albertine Zehme, 1912
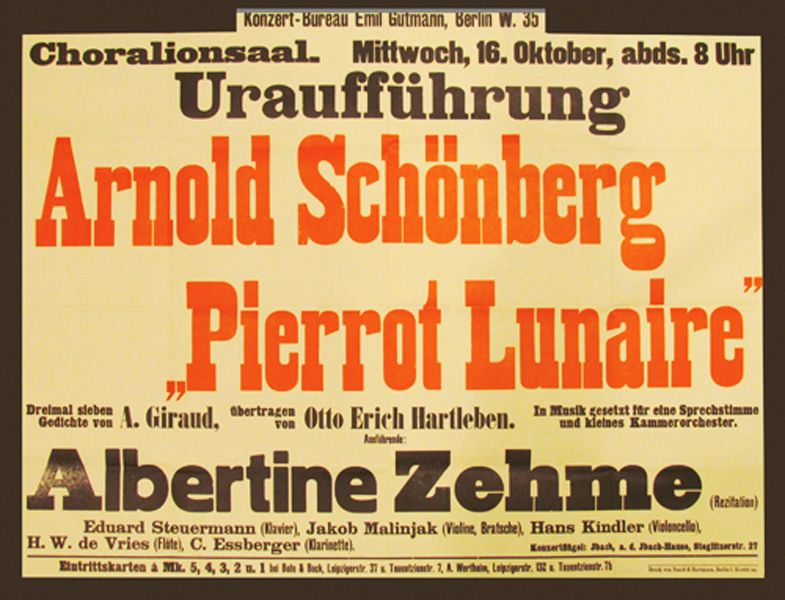
Plakat zu Pierrot Lunaire
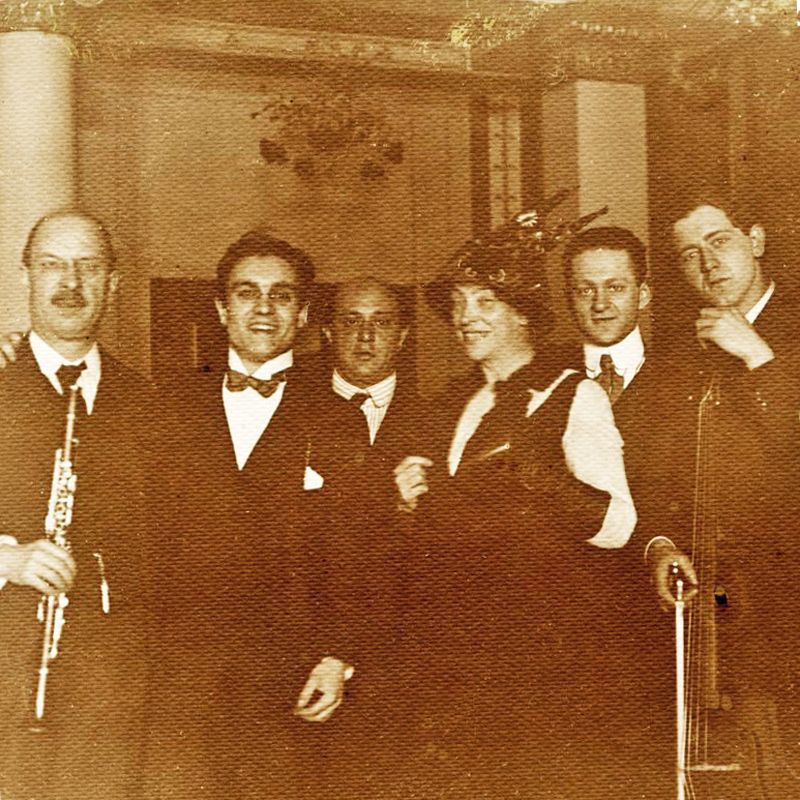
Ensemble der Uraufführung

## Schriften
- Die Grundlagen künstlerischen Sprechens und Singens mit völliger Entlastung des Kehlkopfes. Leipzig 1920.
- Vom Bariton zum Tenor: Eine Anleitung zur Ausbildung. Leipzig 1926.
- Lyrischer und dramatischer Vortragsstil. In: Das literarische Echo. Halbmonatsschrift für Literaturfreunde. 9 (1906/07), S. 978–980.